# Cincinnati Open 1980
Il Cincinnati Open 1980 è stato un torneo di tennis. È stata l'79ª edizione del Cincinnati Open, che fa parte del Volvo Grand Prix 1980. Il torneo si è giocato a Cincinnati in Ohio negli USA dal 18 al 24 agosto 1980 su campi in cemento.

## Campioni

### Singolare maschile
Harold Solomon ha battuto in finale  Francisco González con il punteggio di 7–6, 6–3

### Doppio maschile
Bruce Manson /  Brian Teacher hanno battuto in finale   Wojciech Fibak /  Ivan Lendl,6–7, 7–5, 6–4